# Charaxes antonius
Espèce
Charases antonius est une espèce de papillons de la famille des Nymphalidae, de la sous-famille des Charaxinae et du genre Charaxes.

## Systématique
L'espèce Charaxes antonius a été initialement décrite par Georg Semper en 1878.

## Description
Charaxes antonius est un grand papillon au dessus marron roux avec aux ailes antérieures une partie basale plus orange cuivré et une partie marginale plus marron cuivré et aux ailes postérieures presque totalement orange cuivré une ligne submarginale de points marron et deux queues à chacune.

## Liste des sous-espèces
Selon BioLib (16 avril 2021) :
- sous-espèce Charaxes antonius antonius Semper, 1878
- sous-espèce Charaxes antonius dinagatensis Tsukada, 1991
- sous-espèce Charaxes antonius osadai Hanafusa, 1985

## Écologie et distribution
Il est uniquement présent aux Philippines.

### Protection
Pas de protection : des spécimens sont vendus sur internet.